# سوزانا دي ديتريش
سوزانا دي ديتريش (بالفرنسية: Suzanne de Dietrich)‏ هي ثيولوجية فرنسية، ولدت في 29 يناير 1891 في نيديربرون ليه باينس في فرنسا، وتوفيت في 24 يناير 1981 في ستراسبورغ في فرنسا.